# سد ماترا
سد ماترا (به لاتین: Mtera Dam) یک سد در تانزانیا است.